# L'Orgie, la Neige
L’Orgie, la Neige est le douzième roman de Patrick Grainville, publié aux éditions du Seuil en janvier 1990.

## Historique
Roman autobiographique, L'Orgie, la Neige s’attache à l’enfance de l’auteur passée en Normandie, dans la région de Villerville et de Pennedepie. Il précède ainsi Les Anges et les Faucons qui évoquent la période estudiantine, même si les deux romans ne se veulent pas liés. L’accueil critique est très chaleureux. François Nourissier, invité dans l’émission Apostrophes, avec Françoise Mallet-Joris, tous deux membres de l’Académie Goncourt, félicite sa consœur d’avoir eu raison de donner le prix Goncourt à Patrick Grainville en 1976 et loue dans Le Point la qualité d’un texte, « superbe » et saisissant, qui marque durablement la mémoire. Plus accessible, tout en restant baroque, L’Orgie, la Neige est un roman universel qui parcourt les paysages et les souvenirs, remonte le temps jusqu’à la naissance, en quête de l’explication originelle.
Il lui a été décerné en 1990 le prix Guillaume-le-Conquérant, par la Société des auteurs de Normandie.

## Résumé
Aliéné par son travail de critique littéraire, submergé de livres, le narrateur, la quarantaine, se retourne sur son enfance normande livrée à la vie sauvage, la chasse dans les marais et les forêts, la complicité avec son père et son chien, la pêche dans la mer ou les rivières. Premières amours pendant l’hiver bourré de neige de 1962 qui est l’écho inversé de la canicule de 1976,  dans le même paysage. Normandie toujours paroxystique pour être acceptée par l’auteur. Cachettes érotiques et initiation avec Yolande, descriptions des métamorphoses par lesquelles la neige ennoblit cette Normandie si domestiquée. Adieu aussi à la chasse abandonnée à la fin de l’adolescence au profit de la contemplation. Paradoxalement, le narrateur adulte observe qu’en cessant de chasser, il a perdu son innocence.

## Éditions et traductions
- L'Orgie, la Neige, éditions du Seuil, 1990  (ISBN 2020109506).
- (de) Die Orgie, der Schnee, Klett-Cotta, 1999.
- Les Flamboyants / Le Paradis des orages / L'Orgie, la Neige, regroupés dans la Collection Opus, éditions du Seuil, 2010  (ISBN 2021018903).